# Pterolophia caballinus
Pterolophia caballinus är en skalbaggsart som först beskrevs av J. Linsley Gressitt 1951.  Pterolophia caballinus ingår i släktet Pterolophia och familjen långhorningar. Inga underarter finns listade i Catalogue of Life.